# 조형부
조형부(曺亨富, 1928년 2월 17일~2020년 8월 5일)는 대한민국의 정치인이다. 제11대 국회의원을 지냈다.

## 학력
- 동아대학교 법정대 졸업

## 경력
- 군기사헌병부차장
- 부산중부서장
- 중앙정보부 경남지부 수사과장
- 동양건설 세원회장
- 부산상공회의소 9대의원
- 망산장학회장
- APPU한국대표
- 한뉴 의원연맹간사
- 의정동우회대변인
- 건설상임위간사

## 가족 관계
- 배우자 : 박인혜 ( ~ 2017년 8월 9일)
  - 아들 : 조용운 조용진
  - 딸 : 조영희, 조연주

## 역대 선거 결과
|  | 18.13% |

|  | 8.88% |